# Новий Суюш
Новий Сую́ш (рос. Новый Суюш, башк. Яңы Сөйөш) — присілок у складі Аскінського району Башкортостану, Росія. Входить до складу Кашкинської сільської ради.
Населення — 127 осіб (2010; 190 у 2002).
Національний склад:
- башкири — 99 %